# Нижнее Чикозеро
Нижнее Чикозеро, Чикозеро — пресноводное озеро на территории Святозерского сельского поселения Пряжинского района Республики Карелии.

## Общие сведения
Площадь озера — 1,4 км², площадь водосборного бассейна — 8 км². Располагается на высоте 134,0 метров над уровнем моря.
Форма озера округлая. Берега преимущественно заболоченные.
С севера из Нижнего Чикозера вытекает ручей Чиккери, который впадает в реку Тукшу, впадающую в реку Важинку, правый приток Свири.
Населённые пункты и автодороги вблизи водоёма отсутствуют.
Код объекта в государственном водном реестре — 01040100711102000015167.